# Lucas Nardi
Lucas Andrés Nardi (Justiniano Posse, Córdoba, Argentina; 7 de septiembre de 1980) es un exfutbolista y entrenador argentino. Como director técnico no tuvo un buen comienzo, ya que, a pesar de haber sido confirmado en Estudiantes de La Plata, no pudo asumir y en Quilmes renunció a su cargo luego de nueve partidos por motivos extra futbolísticos. Lucas Nardi fue el Auxiliar Técnico de Santiago Solari en el Club América de México. Dirigió su primer encuentro luego de 5 años el 24 de septiembre de 2022 en el club Montevideo City Torque

## Trayectoria

### Como jugador
| Club                    | País      | Año       |
| ----------------------- | --------- | --------- |
| Estudiantes de La Plata | Argentina | 2000-2002 |
| Quilmes                 | Argentina | 2002-2003 |
| Defensa y Justicia      | Argentina | 2003-2004 |
| San Martín de Mendoza   | Argentina | 2004-2005 |
| Belgrano de Córdoba     | Argentina | 2005      |
| San Martín de San Juan  | Argentina | 2006      |
| Huracán de Tres Arroyos | Argentina | 2006-2007 |
| Aldosivi                | Argentina | 2007      |
| Guaraní                 | Paraguay  | 2008      |
| Patronato               | Argentina | 2009      |
| Sportivo Belgrano       | Argentina | 2009-2010 |
| Complejo Deportivo      | Argentina | 2010-2011 |

### Como formador
| Club                    | País      | Año       | Cargo                          |
| ----------------------- | --------- | --------- | ------------------------------ |
| Estudiantes de La Plata | Argentina | 2017      | Reserva                        |
| Banfield                | Argentina | 2015      | Inferiores                     |
| Banfield                | Argentina | 2016      | Coordinador del fútbol juvenil |
| Montevideo City Torque  | Argentina | 2022-2023 | Inferiores                     |

### Como asistente técnico
| Club                   | País      | Año  | Entrenador principal |
| ---------------------- | --------- | ---- | -------------------- |
| Club América           | México    | 2017 | Santiago Solari      |
| Shenzhen Peng City F.C | China     | 2024 | Jesús Tato           |
| Argentinos Juniors     | Argentina | 2025 | Nicolás Diez         |

### Como entrenador
| Club                                | País      | Año   | PJ | PG | PE | PP | GF | GC | DG | Punt. | Efectividad |
| ----------------------------------- | --------- | ----- | -- | -- | -- | -- | -- | -- | -- | ----- | ----------- |
| Quilmes                             | Argentina | 2017  | 9  | 3  | 4  | 2  | 7  | 7  | +0 | 13    | 48.14%      |
| Selección de fútbol sub-20 de Catar | Catar     | 2020  | ?  | ?  | ?  | ?  | ?  | ?  | ?  | ?     | ?           |
| Aspire Academy                      | Catar     | 2021  | ?  | ?  | ?  | ?  | ?  | ?  | ?  | ?     | ?           |
| Montevideo City Torque              | Uruguay   | 2022  | 8  | 3  | 1  | 4  | 6  | 7  | -1 | 10    | 41.67%      |
| Montevideo City Torque              | Uruguay   | 2023  | 15 | 4  | 5  | 6  | 17 | 20 | -3 | 17    | 37.78%      |
| Total                               | Total     | Total | 32 | 10 | 10 | 12 | 30 | 34 | -4 | 40    | 41.67%      |

## Palmarés
| Título             | Club    | País      | Año  |
| ------------------ | ------- | --------- | ---- |
| Primera B Nacional | Quilmes | Argentina | 2003 |